# Средневековая Хорватия
Хорватское княжество, затем — Королевство Хорватия — независимое государство приблизительно с 845 года по 1102 год. Границы государства часто менялись, но в период наибольшего расцвета территория Хорватии покрывала почти всю современную Хорватию, а также большую часть Боснии и Герцеговины. Правителями хорватского королевства были князья и короли по большей части из династии Трпимировичей. Независимость Хорватии пресеклась в 1102 году, когда королевство вошло в союз с Венгрией, была заключена личная уния двух государств. После потери суверенитета Хорватия всё же пользовалась в составе объединённого королевства значительной автономией и сохранила свои важнейшие органы власти: парламент (сабор) и пост королевского наместника (бана), которые несли ответственность перед королями Венгрии и Хорватии. Хорватия сохраняла свою индивидуальность, находясь в союзе с Венгрией вплоть до распада Австро-Венгрии в 1918 году.

## Хорватия в VII—IX веках

### Переселение хорватов

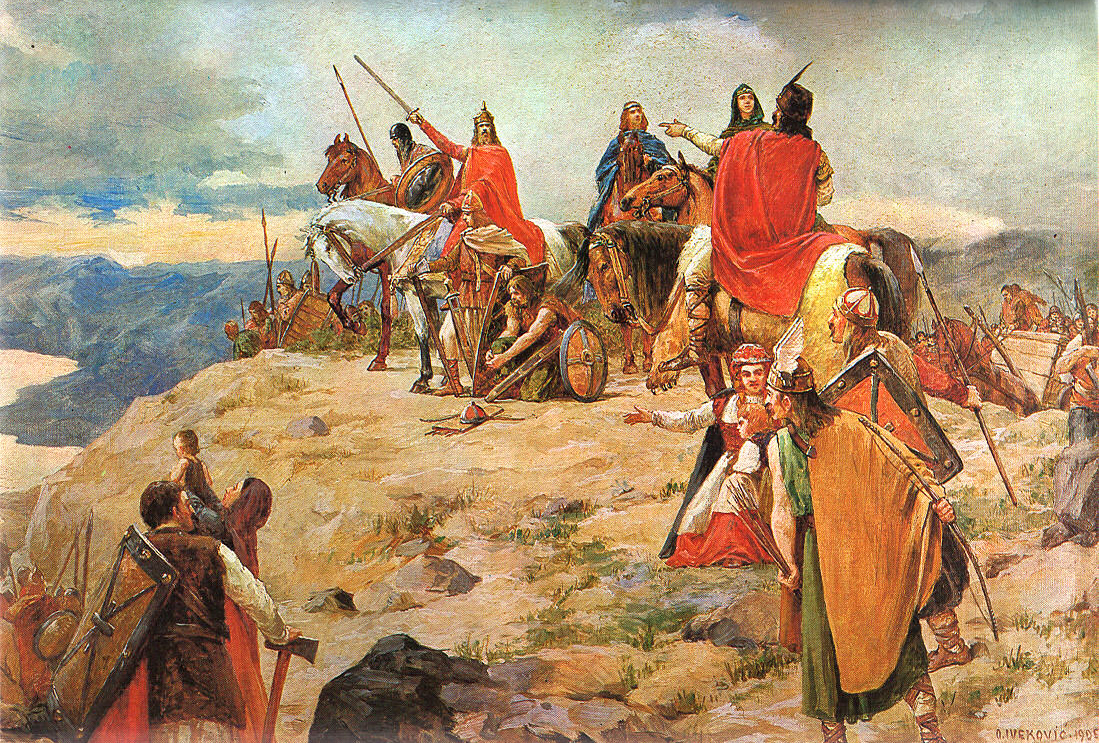
О. Ивекович. Хорваты прибывают к Адриатическому морю

Не сохранилось ни одного современного письменного источника, свидетельствовавшего о переселении хорватов в VII веке. Историки опираются на письменные исторические источники, составленные несколькими столетиями позже и основанные, вероятно, на устном народном творчестве.
За основную общепринятую версию происхождения хорватских народов принимается та версия, согласно которой хорваты происходят из Юго-Западной группы южных славян, истоки которой «спустились» в хорватские земли с земель Польши и современной Украины. Большинство ученых-историков полагают, что предки хорватов, также как и все раннеславянские народы, уделяли особое внимание сельскому хозяйству. Этими племенами, возможно, управляли вожди из кочевого ираноговорящего племени аланов. Неизвестно, кто больше внёс вклад в развитие хорватских земель — аланские вожди или же коренные воеводы, составлявшие привилегированный военный класс, но главным аланским вкладом является некоторое изменение в филологии и этимологии.
Трактат «Об управлении империей», написанный в X веке, стал основным источником, свидетельствующим о миграции славянских народов в юго-восточную Европу. Источник описывает, что южные славяне «мигрировали» в районе 600 года нашей эры (см. Великое переселение народов). Путь их начался в Галиции (кстати, одно из племен, населявших Галичину называлось белые хорваты) и Среднедунайской низменности. Славяне шли под предводительством представителей военной аристократии из кочевых аварских племен, создавших в Хорватии и на Паннонских равнинах Аварский каганат. Путь завершился в Далмации, где господствовала Римская империя. «Об управлении империей» свидетельствует о пришествии в Далмацию пяти братьев: Клюкоша, Лобела, Косенча, Мюхло и Хрвата, а также их двух сестер, Туги и Буги.
Вторая волна переселения началась около 620 года, когда византийский император Ираклий просил хорватов противостоять аварской угрозе Византийской империи. В трактате также упоминается возможная альтернативная версия событий, согласно которой Ираклий не приглашал хорватов бить аваров, а хорваты сами оказали Аварскому каганату сопротивление. Видимо речь идет о событиях 623 года, когда славянский вождь Само поднял восстание против аваров и разбил их. Данные сведения подтверждает и Historia Salonitana, исследование некоего архидиакона Томаса, написанное в XIII веке.
Однако исследование Томаса, также как и «Хроника Попа Дуклянина» (XI век) не подтверждают сказанного в трактате «Об управлении империей» по поводу пути пришествия хорватов в Далмацию. Эти тексты указывают на то, что хорваты были группой славян, которая осталась на землях Далмации, после того как воины готов, ведомые вождем Тотилой, заняли и разграбили эту область. «Хроника Дукли» утверждает, однако, что хорваты и готы были не мирными племенами и описывает нападения на хорватов некоего готского лидера Свевлада и его наследников, названных в хронике Селимиром и Остройлом.
Независимо от различных интерпретаций исторических событий, так или иначе, хорваты заняли земли между рекой Драва и Адриатическим морем, восточной частью Римской Империи и Далмацией, на территории современных Западных Балкан. Хорватские земли разделились на два княжества — Паннонию на севере и Далмацию на юге.

### Принятие христианства
Liber Pontificalis (книга Римских пап) датирует первый контакт между Римской церковью и хорватами серединой VII века. Тогда папа Иоанн IV, бывший родом из Далмации, послал священника по имени Мартин в Далмацию и Истрию. Мартин, проехал через всю Далмацию и при помощи хорватских князей основал фундамент для дальнейших римско-хорватских отношений.
Христианизация хорватов началась после завершения их переселения на берега Адриатики, приблизительно, в VII веке, под влиянием того, что римские христианские города в Далмации были очень близки к хорватским. Процесс христианизации начался на юге и закончился на севере, в Паннонии, приблизительно в IX веке. Историки спорят по поводу начала проведения христианизации. Византийские источники указывают на некоего князя Порина, который начал крещение под влиянием императора Ираклия, а затем — о князе Порге, который крестил свой народ после посещения римских миссионеров. Народные же предания сообщают о том, что крещение началось во время правления далматинского князя Борна. Некоторые историки отмечают, что возможно Порин, Порга и Борна — это разные интерпретации одного и того же имени.
Так, в 31 главе трактата Константина Багрянородного «Об управлении империей» (сер. X в.) после описания победы хорватов над аварами помещено сообщение об их крещении при императоре Ираклии (610—641 гг.): «Василевс Ираклий, отправив (посольство), приведя священников из Рима и избрав из них архиепископа, епископа, пресвитеров и диаконов, крестил хорватов. Тогда у этих хорватов архонтом был уже Порг».
Любопытно, что после принятия христианства хорваты не использовали латынь в богослужении. Церковные службы и обряды проводились на родном для хорватов языке, а хорватским алфавитом была Глаголица. Это было официально разрешено хорватам римским папой Иннокентием IV, и только затем латынь стала превалирующим церковным языком.
Латинский обряд стал превалирующим у хорватов достаточно рано из-за активной политики пап. В XI веке в Далмации часто собирались церковные соборы, связанные с разделением церкви на православие и католицизм, в ходе которых папство активно влияло на укрепление роли латинского обряда и предотвращение распространения восточного (византийского). Так доминирующей религией Хорватии стало латинское христианство.

### Хорватское княжество
По своему местоположению хорватские земли находились между четырьмя основными политическими силами: Византией, стремившейся управлять городами в Далмации и островами на юго-востоке Адриатики; Франкским государством — на севере и северо-западе; аварами, которых затем сменили венгры — на северо-востоке и многочисленными союзами Древних славян, сербами и болгарами — на востоке.
Северные земли Хорватии вошли в состав государства Каролингов в 803 году. Эти земли во время французского сюзеренитета управлялись маркграфом Фурлании. Аквилейскому патриархату было поручено провести крещение подвластным франкам далматинских земель. Вторжение Карла Великого в византийские далматинские города спровоцировало франко-византийскую войну. Результатом этой войны стал мирный договор, согласно которому Византия сохраняла свои далматинские города и острова, а Карл, в свою очередь, удерживал Истрию и оставшуюся часть Далмации. Князя, в то время правившего в Далмации, звали Вишеслав.
После смерти Карла Великого хорваты попали в вассальную зависимость к итальянскому королю Лотарю. Князь Мислав создал к 839 году мощный флот и подписал договор с венецианским дожем Пьетро Традонико. Венецианцы включились в борьбу с независимыми паганскими пиратами, однако были не в состоянии их победить. Болгарский царь Борис I (который был назван Византией правителем Болгарии, после введения в Болгарии христианской религии) также вел войну против далматинских хорватов, стремясь получить земли на Адриатике.
В правление Трпимира I, основателя династии Трпимировичей, Приморская Хорватия постепенно освободилась от вассалитета. Трпимиру удалось, наконец, одолеть болгар и их соратников из Рашки. Трпимир вел политику по укреплению Далмации и расширении своих земель. Первое упоминание названия «Хорватия» относят к 4 марта 852 года, когда в Статуте князя Трпимира территория, которой он управлял, была названа Хорватией. Династия Трпимира управляла Хорватией с перерывами с 845 по 1091 год.
Тем временем сарацинские пираты вторглись в итальянские города Таранто и Бари. Продолжительность и размеры грабительской деятельность арабов вынудила Византию ввести войска в южную Адриатику. В 867 году византийский флот разбил сарацин у Дубровника (в то время носившем имя Рагуза), а также разбил паганийских пиратов. Князь Домагой снова создал хорватский флот и помог франкам захватить Бари в 871 году. Мощь хорватского флота вынудила венецианцев также платить хорватам плату за прохождение по восточной Адриатике. Сын князя Домагоя, имя которого неизвестно, правивший с 876 по 878 год, напал на западные города Истрии в 876 году, но был побежден венецианским флотом. Князь блатенский Коцел при помощи Домагоя и его сына освободился из под франкской власти. При сыне Домагоя Далмация окончательно избавилась от сюзеренитета франков.
Князь Здеслав, который был наследником Трпимира и сверг сына Домагоя, правил очень мало, и его правление отмечено лишь очередными завоеваниями Византии в Далмации. Через год он был свергнут князем Бранимиром, который поручился поддержкой с Запада, убедив папу Иоанна VIII признать независимость Хорватии от франков. В Риме Бранимир был титулован как dux Chroatorum (князь хорватов). Он успешно отражал атаки Византии при поддержке из Рима. После смерти Бранимира к власти пришел брат князя Здеслава Мунцимир. Он отверг протекторат как Рима, так и Византии и принял титул as divino munere Croatorum dux (с Божьей помощью князь хорватов). Мунцимира сменил князь Томислав. Он сумел отразить атаки венгров с севера, завоевал земли до реки Дравы и, наконец объединил земли Далмации и Паннонии.
Князья Хорватии
- Трпимир I — князь Далмации и Хорватии (845—864)
- Здеслав (864), свергнут Домагоем
- Домагой (864—876)
- Сын Домагоя, имя неизвестно (876—878), свергнут Здеславом
- Здеслав (вторично, 878—879), свергнут Бранимиром
- Бранимир (879—892), первый независимый князь
- Мунцимир (892—910), с Божьей помощью князь хорватов
- Томислав I (910—925), первый король Хорватии

### Хорватское королевство
Томислав является основателем династии хорватских королей Трпимировичей. В течение 5 лет (923—928) Томислав объединил в составе Хорватии Паннонию и Далмацию, а в 925 году он принял титул короля Хорватии. Римский папа Иоанн X прислал Томиславу письмо (сохранилась копия этого письма XVI века), в котором назвал его «Rex Chroatorum» (король хорватов).

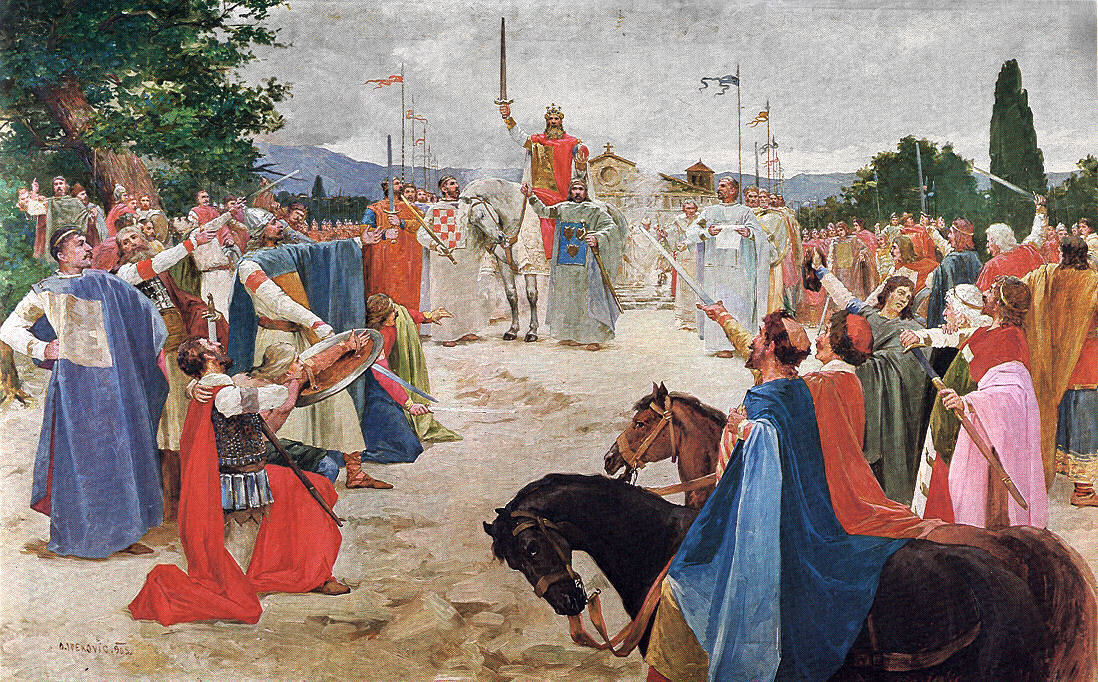
О. Ивекович. Короноция короля Томислава

Королю Томиславу наследовал его младший брат, Трпимир II (прав. 928—935), а затем — сын Трпимира II, Крешимир I (прав. 935—945). Каждому из них удавалось поддерживать сильную власть, поддерживать хорошие отношения с Византией и Римом. Однако, в целом, время правления Трпимира и Крешимира имеет много неясностей. Крешимиру наследовал его сын Мирослав Крешимирович (прав. 945—949), который был убит своим советником, баном Прбиной.
Убийство Мирослава вызвало междоусобную борьбу в Хорватии. Всё же королю Михаилу Крешимиру (прав. 949—969) удалось стабилизировать ситуацию внутри Хорватии и восстановить контроль над частью потерянных земель. Он поддерживал хорошие отношения с далматинскими городами-государствами и вел активную религиозную политику, в которой ему активно помогала жена, Елена Задарская. Михайлу Крешимиру наследовал его сын Степан Држислав (прав. 969—997). Ему удалось восстановить отношения с Византией и улучшить их, о чем свидетельствует тот факт, что византийцы прислали королю королевские знаки отличия.
Сразу после смерти Стефана Држислава в 997 году трое его сыновей — Светослав Суронья, Крешимир III и Гоислав вступили в жестокую междоусобную борьбу, тем самым нанеся удары по стабильности в королевстве. Междоусобная борьба привела к потере большей части адриатического побережья, которая была завоёвана Венецией, а сын Светослава Суроньи, Степан Светославич, утвердился в Славонии, которая с этого момента и до 1074 года будет называться хорватской землей лишь формально.
Время правления короля Петара Крешимира (1058—1074) считается временем восхождения Хорватии на пик могущества, когда хорватам сопутствовал успех в войнах и внутренней политике, приобретении значительных территорий. Петар Крешимир заставил византийского императора признать его правителем всей Далмации, включая их города. Также Крешимир IV поддерживал тесный союз с римской церковью, которой разрешил вмешиваться в религиозную политику Хорватии, что способствовало еще большему укреплению его власти. После многочисленных завоеваний Петара Крешимира Хорватия включила в себя 12 округов, число которых превысило даже число хорватских земель при Томиславе I. Крешимир наконец подчинил Хорватии Паганию, а также распространил своё влияние в Захумлье, Травунии и Дукле. После гибели короля в войне с норманнами, ему наследовал его племянник Дмитар Звонимир, бан Славонии.
Звонимир помог норманнскому герцогу Роберту Гвискару в борьбе против Византии и Венеции в 1081 и 1085 годах. Правление Звонимира оценивается как мирное и успешное. В правление Звонимира титулы знати, используемые в Средневековой Хорватии, начали использоваться в Европе и наоборот. Жупаней и банов стали называтьбаронами, а европейская знать иногда называла себя «vlastelin» (господин).
В 1089 году в Дмитар Звонимир был убит. Король не оставил наследников, поэтому на хорватский трон был приглашен Степан II, племянник Петара Крешимира. Степан был к тому времени очень старым и правил всего два года (1089—1091). Старость Степана снова заставила хорватов задуматься о наследнике. Степан II был последним представителем рода Трпимировичей, поэтому наиболее реальным кандидатом на престол был Ласло I Святой, король Венгрии из династии Арпадов, чья сестра Елена была женой последнего короля Дмитара Звонимира. Армия Ласло Святого проникла в Хорватию сразу после смерти Степана II и заняла всю Паннонию. Елена временно стала королевой Хорватии (правила некоторое время в 1091 году). Династия Трпимировичей прервалась.
В 1093 году хорватская знать восстала против венгерского господства и возвела на престол нового короля Петара Свачича. Ему удалось объединить королевство и временно изгнать венгров из Славонии, однако после поражения от венгров в битве на горе Гвозд (совр. Петрова гора) и гибели в битве Петара Свачича, независимое Хорватское королевство прекратило существование.

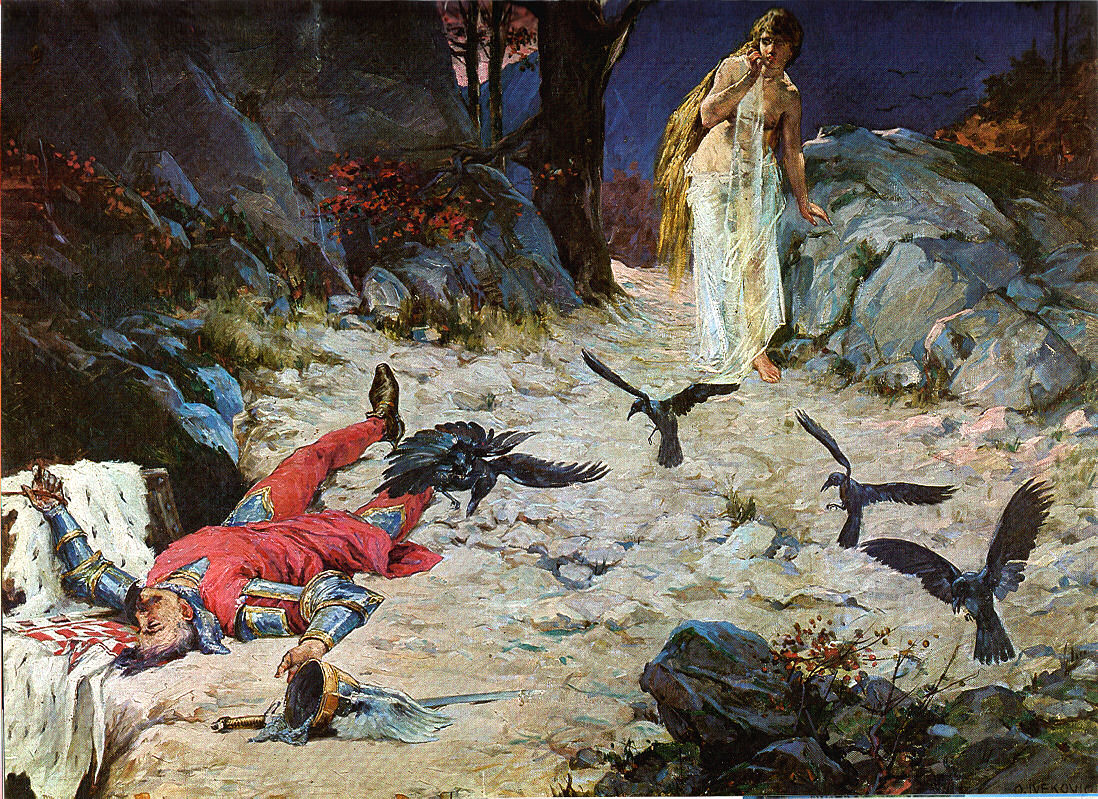
О. Ивекович. Смерть короля Петара Свачича на горе Гвозд

### Уния Хорватии и Венгрии
Король Венгрии Кальман Книжник, установив свою власть в Хорватии, начал так называемый период хорватско-венгерской унии. Унию попыталась разорвать хорватская знать, когда Кальман вынужден был вывести войска из Хорватии для борьбы с Русью и половцами в Галиции (1099 год). Но эта попытка хорватских дворян провалилась.
Кальман Книжник вернулся из похода в 1102 году. В этом году он начал переговоры с хорватами, завершившимися подписанием «Pacta conventa», договора, согласно которому Хорватия теряла свою независимость и полностью со всеми землями, городами и островами входила в состав Венгрии. Хорваты признали Кальмана своим королём, а тот в ответ обещал не нарушать устоев и традиций Хорватии, оставил парламент и титул бана, создал для Хорватии автономию. Также хорваты не платили венгерскому королю налоги. Резиденция хорватских правителей была вновь перенесена в Биоград-на-Мору, а потомки Кальмана еще некоторое время, до прихода к власти Белы IV Арпада добавляли к титула Король Венгрии титул «Король Хорватии». В XIV веке возник новый термин, обозначавший автономные земли в составе Венгерского королевства — Archiregnum Hungaricum (Земли короны Святого Иштвана).
Точное время создания Pacta Conventa и термины из этого документа позже стали предметом спора. Тем не менее Хорватия сохранила даже под властью Венгрии свои традиции. Хорватскими делами ведал Сабор, а титул вице-короля Венгрии в Хорватии принадлежал бану Хорватии. На всем протяжении унии Хорватии будет в автономии, останется отдельной короной.